# ЛуАЗ-РСЗВ
ЛуАЗ-РСЗВ — українська експериментальна мобільна артилерійська система на базі автомобіля ЛуАЗ-1302. Згідно з проєктом укомплектовувався блоком НАР С-5. Усі вузли і агрегати автомобіля ЛуАЗ-РСЗВ та його бази ЛуАЗ-1302 ідентичні, лише дах автомобіля був комбінований: тентово-склопластиковий. Серійного випуску налагоджено не було.

## Опис
РСЗВ є заводську реалізацію концепції кустарних імпровізованих бойових машин з блоками НАР як озброєння, що широко використовуються в локальних конфліктах.
Шасі бойової машини відрізняється від базового дещо зміненим кузовом і посиленою підвіскою, решта тактико-технічних характеристик збережена на рівні серійного автомобіля. Як озброєння використаний блок 57-мм НАР С-5 УБ-32-57 з 32 напрямними, змонтований на поворотній платформі в задній частині корпусу.